# Burg Grüneck (Ilanz)
Die Ruine der Burg Grüneck liegt etwas oberhalb der Gemeinde Ilanz in der Surselva im schweizerischen Kanton Graubünden.

## Lage
Die Ruine der Höhenburg liegt auf 720 m ü. M. östlich von Strada direkt an der Strasse nach Ruschein. Man erreicht sie durch das Unterholz in wenigen Minuten von der Bushaltestelle aus nach der ersten Kehre.

## Anlage
Erhalten geblieben ist ein mächtiger Mauerrest eines massiven Wohnturms mit fünfeckigem Grundriss. Der östliche Teil ist bis auf einige wenige Reste verschwunden. Das Innere des Turms ist stark überwachsen und mit Schutt aufgefüllt. Die Mauer besteht aus lagerhaftem Mauerwerk aus grossen Blöcken, die Mauerdicke beträgt 2,8 bis 3 Meter. Auffallend ist ein sehr guter Eckverband aus Bossenquadern mit präzisem Kantenschlag. An einigen Stellen finden sich Stellen mit brandgerötetem Rasa-Pietra-Verputz. In der erhaltenen Westwand sind folgende Öffnungen erkennbar: am Mauerabbruch ein Austritt auf einen Balkon, daneben Schartenfenster sowie ein Aborterker. Im Verputz des zum Aborterker führenden Mauerdurchlasses findet sich eine nachträglich eingeritzte Inschrift: JOH. GAUDENTIUS CASTELBERG 1704.
Vermutlich lagen im Turm vier Geschosse: zwei Keller, ein Hauptgeschoss und ein Dachraum. Über die Dachform ist nichts bekannt, ein ausgebauter Dachstock ist nicht auszuschliessen.
1811 und 1904 wurden am Fuss des Burgfelsens grössere Mengen Münzen gefunden, besonders Münzen Karls des Grossen und des Langobardenkönig Desiderius. Vermutlich kamen sie um 790 in ihr Versteck und stehen in keinem Zusammenhang mit der Burg Grüneck.

## Geschichte
Weder Burg noch Geschlecht Grüneck sind urkundlich erwähnt. Die Bauweise spricht für eine Datierung um das Jahr 1200. 1515 wird in einem Zinsbuch des Dominikanerklosters St. Nicolai in Chur ein Zins ab ainem goutt zuo Inlantz Gryenegg genannt erwähnt.
Die Schmid von Grüneck führen ihren Namen erst seit dem 16. Jahrhundert, als die Burg vermutlich bereits verlassen war. Schmiedmeister Jacob aus Ilanz gelang es 1544, nachdem er Hauptmann in kaiserlichen Diensten gewesen war, von Karl V. das Prädikat "von Grüneck" zu erhalten. Sein Sohn Hans Jakob erhielt von Erzherzog Ferdinand von Österreich 1583 für sich und seine drei Brüder eine zusätzliche Adels- und Wappenbestätigung.
Die Schmid von Grüneck spielten in der Verwaltung des Dreibünde-Staates eine wesentliche Rolle. Sie stellten Beamte im Veltlin und waren Heerführer in den europäischen Heeren des 17. und 18. Jahrhunderts. 1836 verstarb die letzte weibliche Schmid von Grüneck der Ilanzer Linie.

## Galerie

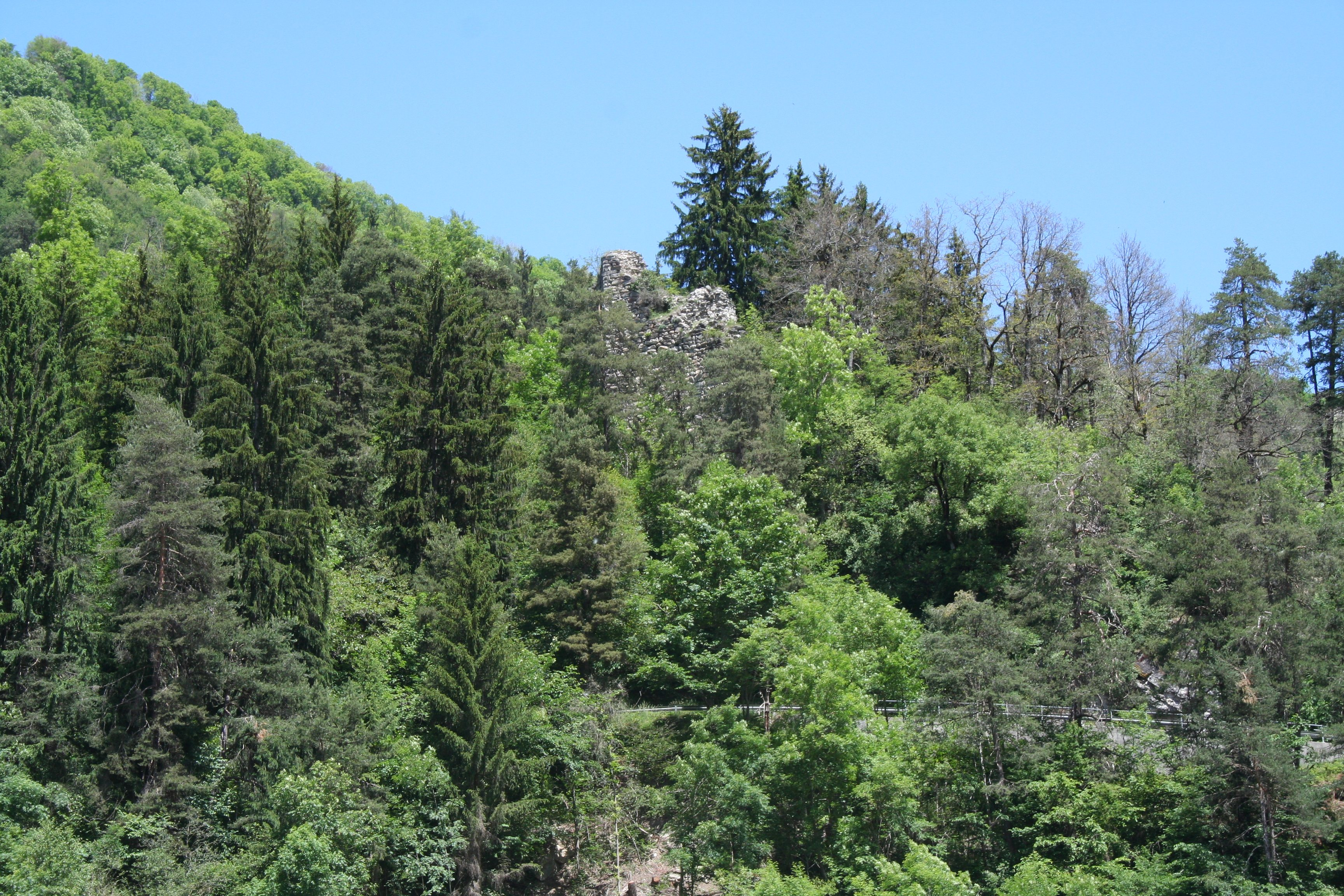
Lage Grünecks oberhalb der Strasse
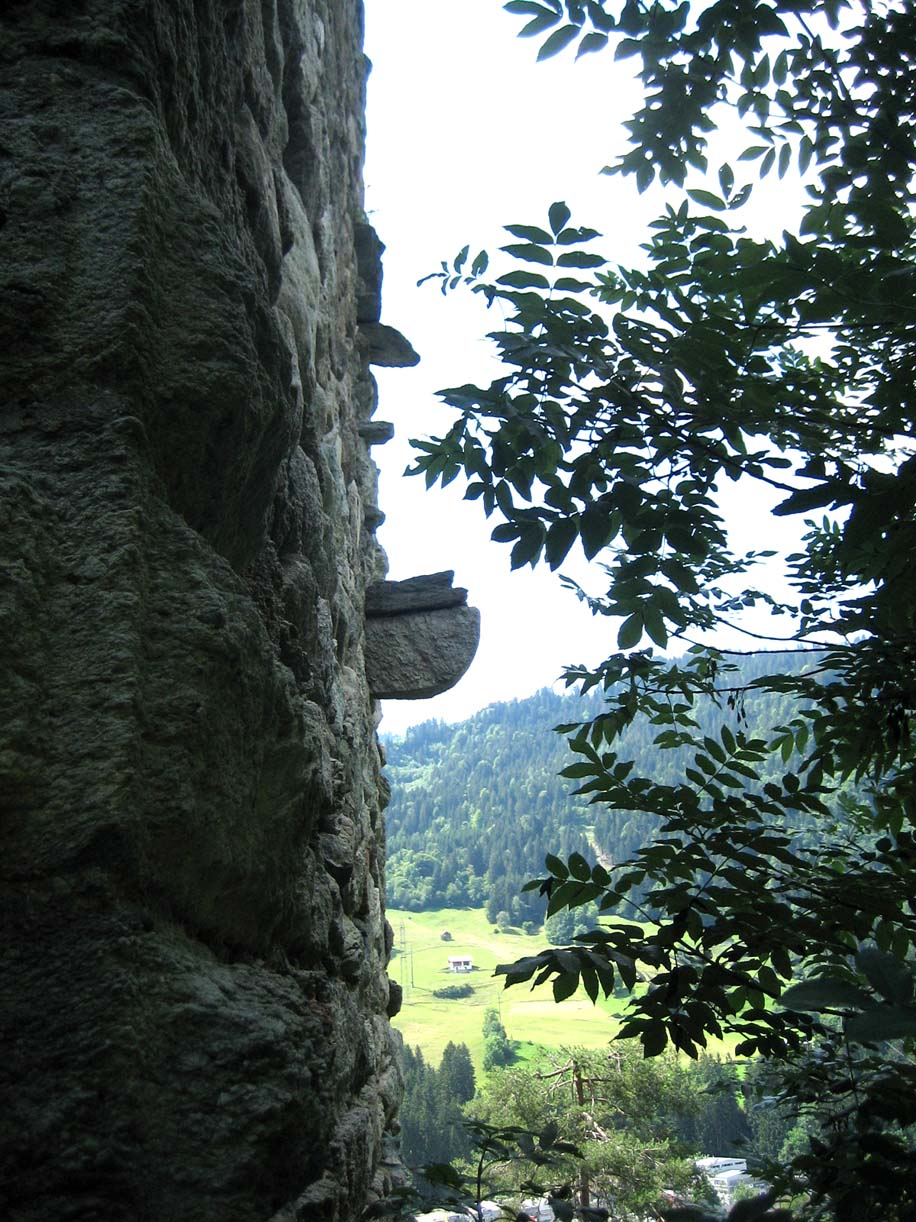
Aborterker
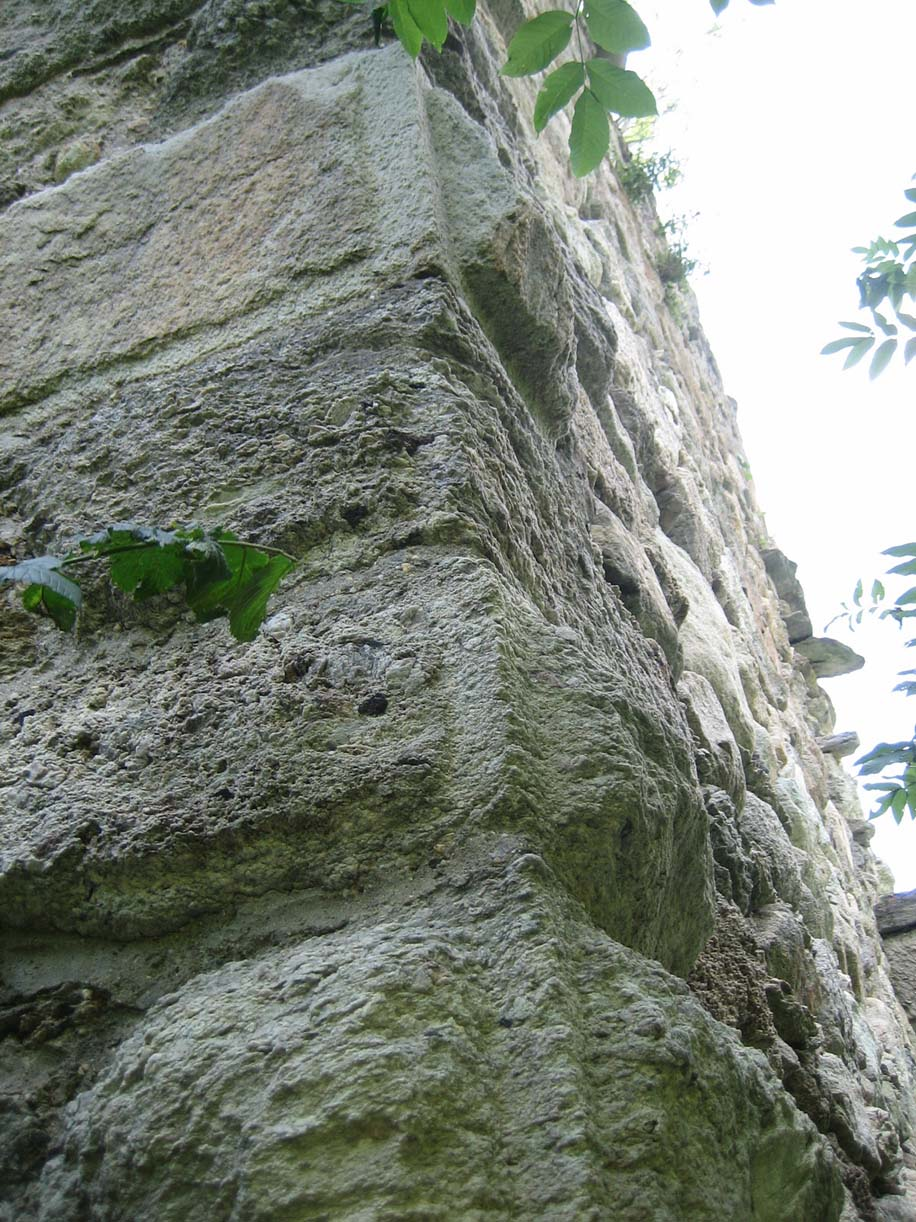
Eckbossen mit Kantenschlag
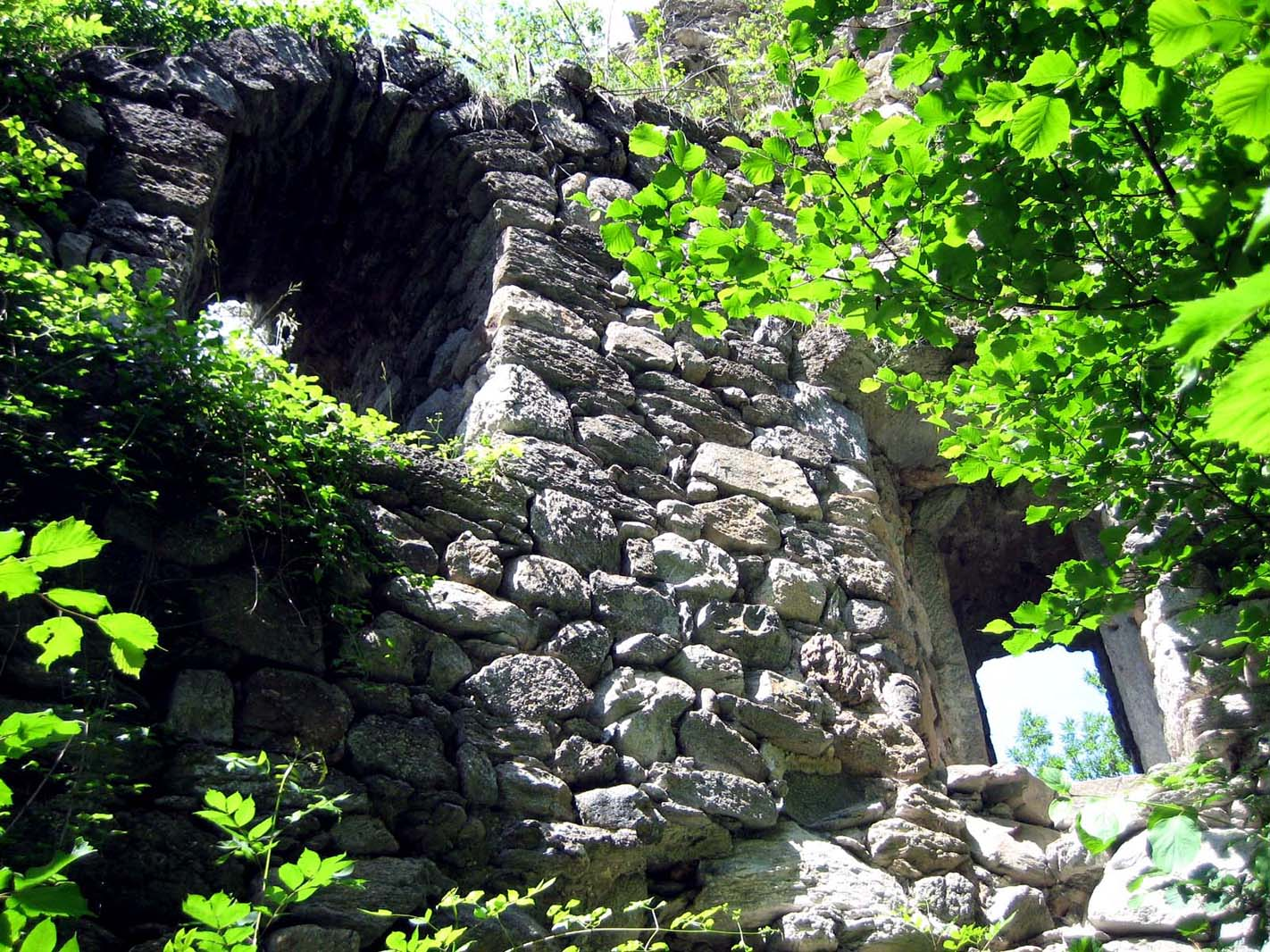
Fenster und Zugang zum Aborterker
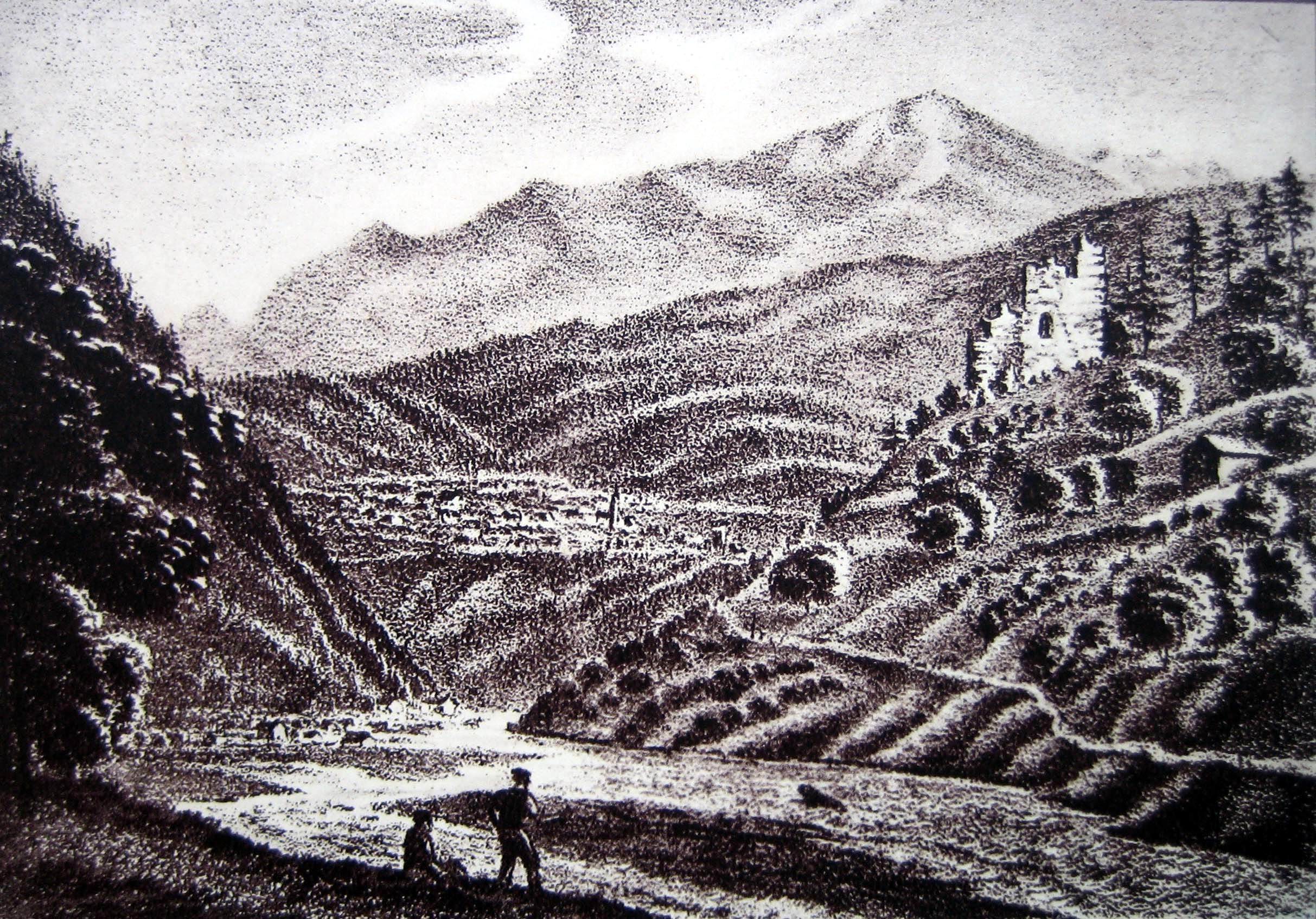
Grüneck auf einer Zeichnung von Heinrich Kraneck, 1830